# تومازينا
تومازينا بلدية في ولاية بارانا في المنطقة الجنوبية من البرازيل.